# Imre Payer
Imre József Payer (ur. 1 czerwca 1888 w Sopronkövesdzie; zm. 16 sierpnia 1957 w Győrze) – węgierski piłkarz, grający na pozycji napastnika, trener piłkarski.

## Kariera piłkarska

### Kariera klubowa
W 1910 roku rozpoczął karierę piłkarską w drużynie Ferencváros. W sezonie 1919/20 bronił barw Wiener AC. Potem występował w Zuglói AC, w którym zakończył karierę w roku 1921.

### Kariera reprezentacyjna
5 listopada 1911 roku debiutował w narodowej reprezentacji Węgier w meczu przeciwko Austrii (2:0). Łącznie strzelił 4 bramki w 21 meczach międzynarodowych.

## Kariera trenerska
W 1921 roku rozpoczął pracę trenerską w Venezii. Następnie do 1950 prowadził włoskie kluby Brescia, Andrea Doria, Carrarese (4 razy), Atalanta (3 razy), Udinese, Savona, Lecco (2 razy), Entella (3 razy), Falck, Grosseto, Massese (3 razy). 
Zmarł 16 sierpnia 1957 roku w wieku 69 lat.

## Sukcesy i odznaczenia

### Sukcesy piłkarskie
Ferencváros
- mistrz Węgier (3x): 1910/11, 1911/12, 1912/13
- zdobywca Pucharu Węgier (1x): 1913

### Sukcesy trenerskie
Atalanta
- mistrz Prima Divisione (1x): 1927/28

Savona
- mistrz Prima Divisione (1x): 1931/32 (D)